# Saadi Mounla
Saadi Mounla (arabisch سعدي المنلا, DMG Saʿdī al-Munlā) war ein Politiker des Großlibanon.

## Leben
Mounla war Mitglied einer sunnitischen Familie aus Tripoli. Er schloss ein Jurastudium ab.
Bei den Parlamentswahlen im Libanon 1943 wurde er als Abgeordneter von Nordlibanon erstmals in die Assemblée nationale gewählt. Vom 22. Mai bis zum 14. Dezember 1946 diente er als Ministerpräsident des Libanon. Er wurde im Jahr 1946 von Béchara el-Khoury zum Regierungschef ernannt. In dieser Periode diente er gleichzeitig als Wirtschaftsminister.
Unter den Kabinetten von Sami Solh war Mounla Innenminister.